# Hedyotis parietarioides
Hedyotis parietarioides är en måreväxtart som beskrevs av Friedrich Anton Wilhelm Miquel. Hedyotis parietarioides ingår i släktet Hedyotis och familjen måreväxter.
Artens utbredningsområde är Moluckerna. Inga underarter finns listade i Catalogue of Life.